# ستانلي ملغرام
ستانلي ميلغرام (بالإنجليزية: Stanley Milgram)‏ (20 ديسمبر 1984 15 أغسطس 1933) عالم نفس اجتماعي أمريكي.
قدم دراسات متنوعة ومقالات حصلت على عدد مهول من الاقتباسات. وأهمها بحثه في الانصياع أو الإذعان للسلطات التي قدمها خلال الستينات من القرن العشرين خلال عمله في جامعة ييل.
تأثر مليغرام بأحداث الهولوكوست وخصوصا محاكامات أدولف إيخمان في تصميم هذه التجربة.
والبحث الأخر الذي أعطاه شهرة تعززت فيما بعد هي التجربة التي تدعى العالم الصغير والتي قادت الباحثين إلى النظر في ميكانيكيات الشبكات الاجتماعية والبحث في العلاقة الرياضية التي تفسر درجة الترابط ومبدأ ست درجات من التباعد.

## اختبارميلغرام (الإذعان للسلطة)
النموذج الاساسي لاختبار ميلغرام، فيه يقوم موضوع التجربة بالدخول إلى مختبر معتقدا انه على وشك المشاركة في دراسة عادية عن الذاكرة والتعلم، حيث يخصص له دور «المعلم» ويطالبه القائمين على التجربة بتلقين مجموعة من الكلمات المترادفة لزميل له يدعى «المتلقي» (في الوقع يكون «المتلقي» متعاونا مع القائمين على التجربة). على الوجه الآخر فان أسلوب التعليم غير مألوف حيث يقوم «المعلم» عند الحصول على اجابات غير موفقة بتوجيه الصدمات الكهربائية إلى «المتلقي» والتي تتزايد في قوتها بمعدل تدريجي، وعندما تصل الصدمات الكهربائية المفترضة إلى حد معين، هنا يقع صراع نفسي للمعلم موضوع التجربة، فمن ناحية يبدأ «المتلقي» بادعاء الصراخ مطالبا اطلاق سراحه، ويتظاهر أنه يعاني من شدة الألم، موضحا ان الاستمرار على هذه الحال يشكل خطرا صحيا عليه، وعلى الجانب الآخر فان القائمين على التجربة -إذا فقط وجه السؤال لهم من موضوع التجربة- يصرون على الرأي أن ما يجري آمن تماما على عكس الظاهر، وان الصدمات لا تسبب أية اضرار صحية، وأنه يتوجب على المعلم الاستمرار.
وعلى العكس من توقعات العلماء والعامة على حد سواء فأن حوالي 65% ممن خضعوا للتجربة قد استمروا في توجيه الصدمات الكهربائية للمتلقين حتى وصلت لاعلى مستوياتها على الإطلاق
ولقد وجدت اختبارات أحدث للتجربة أنها تعمل في ظل ظروف معينة فقط؛ على وجه الخصوص، عندما يعتقد المشاركون أن النتائج ضرورية «لمصلحة العلم»

## وصلات خارجية
- ستانلي ملغرام على موقع الموسوعة البريطانية (الإنجليزية)
- ستانلي ملغرام على موقع إن إن دي بي (الإنجليزية)